# Cryphia burgeffi
Cryphia burgeffi là một loài bướm đêm trong họ Noctuidae.